# Silene viridiflora
Silene viridiflora är en nejlikväxtart som beskrevs av Carl von Linné. Silene viridiflora ingår i släktet glimmar, och familjen nejlikväxter. Arten har ej påträffats i Sverige.